# MDR-5 (航空機)
ベリエフ MDR-5
ベリエフ MDR-5
- 用途：長距離哨戒機/爆撃機
- 分類：飛行艇
- 設計者：ベリエフ設計局
- 製造者：
- 運用者： ソビエト連邦（ソ連海軍航空隊）
- 初飛行：1938年
- 生産数：2機
- 運用状況：試作のみ

ベリエフ MDR-5（Beriev MDR-5：Morskoi Dalnii Razvyeedchik - 海軍長距離偵察、あるいはBeriev MS-5）は、タガンログにあるベリエフ設計局が開発したソビエト連邦の長距離偵察機/爆撃機の飛行艇である。競合機のチェトヴェリコフ MDR-6の方が好まれたために本機が量産されることはなかった。

## 開発
MDR-5は全金属製で片持ち式高翼単葉の双発飛行艇であった。5名の搭乗員で運用するように設計され、2基のツマンスキー M-87A 星型エンジンを装備していた。
2機の試作機が製作され純粋な飛行艇の初号機は1938年に初飛行を行い、試作2号機は水陸両用機であった。満足すべき性能であったが、チェトヴェリコフ MDR-6の方に既に量産命令が出されていたため本機がそれ以上開発されることはなかった。

## 運用
ソビエト連邦
- ソビエト連邦海軍

## 要目
- 乗員：5名
- 全長：15.88 m (52 ft 1 in)
- 全幅：25 m (82 ft 0 in)
- 全高：
- 翼面積：78.5 m2 (845 sq ft)
- 空虚重量：6,083 kg (13,411 lb)
- 最大離陸重量：8,000 kg (17,637 lb)
- エンジン：2 × ツマンスキー M-87A 星型エンジン、710 kW (950 hp)
- 最大速度：345 km/h (214 mph; 186 kn)
- 航続距離：2,415 km (1,501 mi; 1,304 nmi)
- 巡航高度：8,150 m (26,739 ft)
- 武装：
  - 3 × 7.62 mm ShKAS機関銃（艇首、艇体中央部の手動銃塔と艇体下面切り欠き部）
  - 爆弾 1,000 kg (2,204 lb)